# Spondylurus martinae
Spondylurus martinae — вид сцинкоподібних ящірок родини сцинкових (Scincidae). Ендемік острова Сен-Мартен. Описаний у 2012 році.

## Поширення і екологія
Spondylurus martinae мешкають на острові Сен-Мартен в групі Малих Антильських островів. Вони відомі лише за 2 зразками, зібраними у 1965 році, та за 7 зразками, зібраними у 1877 році.

## Збереження
МСОП класифікує цей вид як такий, що перебуває на межі зникнення, однак імовірно вимерлого. Причиною зникнення Spondylurus martinae є хижацтво з боку інтродукованих мангустів і щурів, а також знищення природного середовища.